# 桜まゆみ
桜 まゆみ（さくら まゆみ、1983年10月6日 - ）は、日本の女優。愛媛県今治市生まれ。ニコフイルム所属。

## 人物・概歴
愛媛県今治市出身。幼少期より母親の影響であらゆるジャンルの映画を観るようになる。
役者の道を志すも、映像関係に近い仕事に就けそうという理由で関西大学社会学部マスコミュニケーション学専攻に2002年入学、2005年卒業。
在学中にオーディションを受け関西の演劇養成所に入所。日本舞踊花柳流、ナレーション、演技トレーニングを学ぶ。
大学卒業後に上京。映画制作会社で約2年アルバイトをしながら、そこで出会った小説家森詠に桜まゆみの芸名をつけてもらう。(本人ブログより参照)
2007年、映画「青空のルーレット」（西谷真一監督）で映画デビュー。
2018年、映画「愛しのアイリーン」（吉田恵輔監督）で主人公のお見合い相手真嶋琴美役に抜擢。注目される。
同年、「愛しのアイリーン」の原作者でもある新井英樹作「宮本から君へ」のテレビドラマ版にも富永ちゃん役でレギュラー出演。その後映画、ドラマを中心に活動。
2022年、小松台東舞台「左手と右手」（作・演出 松本哲也）に出演。
同年、映画「ナニワ金融道」（藤澤浩和監督）で帝国金融唯一の女性社員上原善子役で全シリーズレギュラー出演。

## 出演

### 映画
- 青空のルーレット - ホステス 役
- 東南角部屋二階の女 - 旅館の夫婦 役
- 終わりと始まり(2012年） - 恭子 役
- ラヴィアン・ローズ(2012年） - アイ 役
- 愛しいあなたに会えるまで(2013年） - 有加里 役
- 紙の月(2014年） - 銀行員 役
- サーチン・フォー・マイ・フューチャー(2014年) - ヒロイン・橋本ミク 役
- ライヴ(2014年） - 山崎奈津美 役
- HARAJUKU CINEMA（2014年） - 桜 役
- テンプル・ナンバー・ゼロ（2014年） - コババ 役
- ハッピーランディング（2015年） - 篠山葉月 役
- 家族ごっこ(2015年） - 真鍋美穂 役
- 春子超常現象研究所(2015年） - ルミ 役
- 迷宮カフェ(2015年） - 小倉智子 役
- 下衆の愛（2015年） - 千紘 役
- スクラップスクラッパー（2016年）
- 任侠野郎(2016年） - 住民 役
- 光と禿（2017年） - MV出演
- 南瓜とマヨネーズ(2017年） - 居酒屋店員 役
- ビジランテ(2017年） - 焼肉屋店員 役
- ポンチョに夜明けの風はらませて (2017年）- リポーター 役
- 獣道(2017年） - 村瀬先生 役
- 3月のライオン / 後編 (2017年)- 将棋会館スタッフ 役
- レミングスの夏（2017年） - 佐倉刑事 役
- 愛しのアイリーン(2018年） - 真嶋琴美 役
- お嬢ちゃん(2018年） - さくら 役
- honey(2018年） - 担任教師 役
- 夢の音（2018年） - 榎本歩美 役
- 犬猿 (2018年）- 涙目女性　役
- わたしは光をにぎっている(2019年) - 青果店主 役
- ピア〜まちをつなぐもの〜 (2019年)- 浦田直美 役
- ザ・ファブル (2019年）- 看護師 役
- 誰もいない部屋（2019年） - 阿部清子 役
- 週末は狂っている（2019年） - 多田遥 役
- ワールズエンドファンクラブ（2019年） - 桜子 役
- ロマンスドール(2020年） - 病院受付 役
- AI崩壊(2020年) - 看護師 役
- さよならドロシー（2020年） - 草間静江 役
- ナニワ金融道シリーズ - 帝国金融の女子社員：上原善子 役[6]
  - ナニワ金融道〜灰原、帝国金融の門を叩く!〜（2022年11月25日）
  - ナニワ金融道〜銭と泪と権利と女〜（2022年12月2日）
  - ナニワ金融道〜大蛇市マネーウォーズ〜（2022年12月9日）
- やまぶき(2022年） - 早川藤子 役

### テレビドラマ
- 役者魂!（2006年、フジテレビ） - 劇団員 役
- ムハハnoたかじん（2006年、関西テレビ）
- 夏樹静子サスペンス 黒い帽子の女（2007年、関西テレビ）
- RHプラス（2007年、独立UHF局他 計11局 RHプラス#テレビドラマ#放送局参照）
- 執事喫茶にお帰りなさいませ第1話（2008年、TBS）
- サギ師リリ子（2009年、テレビ東京）
- 刑事の妻〜デカツマ〜2（2009年、テレビ朝日） - 刑事の妻 役
- テネシーワルツ（2010年、テレビ東京）
- それぞれの太陽（2010年、千葉テレビ） - ゲストヒロイン・山口萌夢 役
- クレオパトラな女たち（2012年、日本テレビ）
- LOVE理論（2013年、テレビ東京） - 真弓 役
- 匿名探偵（2014年、テレビ朝日） - 島崎直美 役
- ラスト・ドクター〜監察医アキタの検死報告〜第6話（2014年、テレビ東京） - 佳乃 役
- ワーキングデッド 〜働くゾンビたち〜（2014年、テレビ東京）
- 珈琲屋の人々第3話（2014年、NHK BSプレミアム） - ホステス 役
- 平成猿蟹合戦図第5話（2014年、WOWOW） - リポーター 役
- 無痛〜診える眼〜第1話（2015年、フジテレビ） - 同僚 役
- 視覚探偵 日暮旅人（2015年、日本テレビ） - 誘拐犯 役
- 激辛ドM男子第3話（2015年、テレビ東京） - リポーター 役
- 民王（2015年、テレビ朝日） - リポーター 役
  - 民王スペシャル〜新たなる陰謀〜(2016年、テレビ朝日） - リポーター 役
- エイジハラスメント第3話（2015年、テレビ朝日） - 藤波直美 役
- 花燃ゆ（2015年、NHK） - レギュラー・女中 役
- 太鼓持ちの達人〜正しい××のほめ方〜第11話（2015年、テレビ東京） - 真理子 役
- 紅白が生まれた日（2015年、NHK総合） - 友人 役
- HiGH&LOW〜THE STORY OF S.W.O.R.D.〜第4話・第6話（2015年、日本テレビ） - ホステス 役
- ドクターX〜外科医・大門未知子〜スペシャル（2016年、テレビ朝日） - リポーター 役
- 闇金ウシジマくん Season3 (2016年、MBS）- 女性刑務官 役
- 世にも奇妙な物語 春の特別編 クイズのおっさん（2016年、フジテレビ） - 女子社員 役
- キスのカタチ（2016年、テレビ神奈川） - 看護師 役
- 1964から2020へ 惨敗から立ち上がれ〜水泳王国ニッポンへの道〜（2016年、NHK BS1） - 女子水泳選手 役
- 山本周五郎時代劇 武士の魂第7話「風車」（2017年、BSジャパン） - 梶原千代 役
- スモーキング第4話（2017年、テレビ東京） - 下衆愛人 役
- イアリー 見えない顔第2話（2017年、WOWOW） - 婦警 役
- 宮本から君へ第6，10，11，12話(2017年、テレビ東京) -富永 役
- ヘッドハンター第1話（2017年、テレビ東京） - 榎本優衣 役
- Jimmy〜アホみたいなホンマの話〜（2018年、Netflix）
- サイン-法医学者 柚木貴志の事件-第7話（2019年、テレビ朝日） - 山田 役
- グッバイ筋肉!（2019年、TOKYO MX） - ピンちゃん 役
- わたし旦那をシェアしてた第2話（2019年、読売テレビ） - 保護者 役
- スキャンダル専門弁護士 QUEEN第4話（2019年、フジテレビ) - 理恵ママ 役
- ニーハムの旅[7]（2020年、愛媛朝日テレビ） - 晴子 役
- シェフは名探偵（2021年、テレビ東京） - 鶴岡幸子 役
- メンタル強め美女白川さん（2022年、テレビ東京） - 吉村悠子 役
- それでも俺は、妻としたい 第2話・第9話（2025年1月19日・3月9日、テレビ大阪・BSテレ東） - ママ友 役[8]
- ディアマイベイビー〜私があなたを支配するまで〜（2025年4月5日 - 6月21日、テレビ東京） - 神崎理恵 役[9]
- こんばんは、朝山家です。 第5話 - （2025年8月17日 - 、朝日放送テレビ・テレビ朝日） - メイク係・武田 役[10]

### その他
- 「住むなら埼玉!」移住・定住情報 Web動画「埼玉動画」（2020年10月30日 - ） - 住吉みどり 役[11]